# 稲本聡子
稲本 聡子（いなもと さとこ、1984年7月21日 - ）は、大阪府出身の女子バスケットボール選手である。ポジションはポイントガード。164cm。ニックネームは「シン」。

## 人物
姉・兄の影響でPL学園小在学中にバスケを始め、高校は名門樟蔭東高に進学。
その後は、大阪薫英女短大を経て、卒業後は富士通に入社。
3シーズン在籍で先発出場が2試合のみのシックスウーマン要因で出場機会は決して多くはなかったが、2006年にはU-22日本代表候補としてスペイン遠征に参加している。
2008年W1リーグエバラヴィッキーズに移籍。2008-09シーズンは一転して全試合先発出場を果たした。
2014年オフ、日立ハイテクへ移籍。2015年、新潟アルビレックスBBラビッツに移籍。2016年引退。

## 経歴
- 樟蔭東高 - 大阪薫英女短大 - 富士通（2005〜2008） - 荏原（2008〜2014）- 日立ハイテク（2014～2015）- 新潟（2015～2016）